# Paroecobius nicolaii
Paroecobius nicolaii är en spindelart som beskrevs av Jörg Wunderlich 1995. Paroecobius nicolaii ingår i släktet Paroecobius och familjen Oecobiidae. Inga underarter finns listade i Catalogue of Life.